# Твердышев, Иван Борисович
Иван Борисович Твердышев (1690, Синбирск, Синбирский уезд — 1773, Синбирск, Синбирский уезд) — русский предприниматель, симбирский купец, уральский горнозаводчик, дворянин в чине коллежского асессора. Один из двух братьев Твердышевых (вторым был Яков). Братья и их компаньон Иван Мясников стали лидерами в деле освоения Южного Урала и развития там горного (в первую очередь — железного) производства. Причём если на Среднем Урале заводы строились как государством, так и частными лицами, здесь инициатива находилась полностью в руках предпринимателей.

## Биография и предпринимательская деятельность
По легенде, братья в качестве гребцов участвовали в Каспийском походе по Волге на Дербент и во время него получили от Петра Великого идею искать предпринимательского счастья на Урале по примеру Никиты Демидова и даже денежную помощь.
В 1740-е годы братья Твердышевы торговали мясом и вином, варили селитру. Они поставляли провизию в Оренбург ещё при его строительстве, а затем обеспечивали продовольствием соответствующую губернию. Историк Пётр Рычков писал, что в тот период «Иван Борисов сын Твердышев» был ещё не слишком богат, но справедливость и честность позволяли ему пользоваться кредитом у других.
Губернатор и устроитель Южного Урала Иван Неплюев в 1743 году разрешил братьям Твердышевым купить у одного башкира медный рудник, а затем убедил Сенат Российской империи позволить им восстановить казённый медеплавильный завод. В 1744 году Твердышевы заключил контракт с Оренбургской губернской канцелярией на передачу недостроенного казной Воскресенского завода на реке Усолке, но отказался от строительства, а в 1745 году построил новый завод с таким же названием на реке Тор.
В дальнейшем Твердышевы открыли ещё несколько заводов. В результате их горная империя уступала разве что детищу Демидовых. Иван активно использовал местных жителей (башкир) для разведки мест под заводы, нахождения новых или старых заброшенных рудников и закрепления их за собой.
Начав с меди, Иван Твердышев расширил затем производство за счёт доменного и железоделательного. В 1758 году он сделался за эти успехи коллежским асессором и дворянином. Предприниматель занимал монопольное положение в производстве металлов в обширной Оренбургской губернии. А в масштабах всей России заводы Твердышевых давали 22—23 % выплавки меди, 12—13 % железа и 10 % чугуна.
Одной из наиболее актуальных проблем, с которой сталкивались братья-заводчики в своей деятельности, был недостаток в малонаселённых в то время областях Урала кадров, особенно квалифицированных. Коренное население региона в большинстве своём рудным делом заниматься не умело и не желало. В 1756 году вышел указ Берг-коллегии, разрешивший компании Твердышевых купить и привезти на свои заводы крестьян из Симбирской, Казанской, Архангелогородской, Нижегородской, Воронежской и Оренбургской губерний. На производстве использовали и принудительный, и добровольный труд. Помимо работы на заводах, работники сеяли хлеб, лён и пеньку. Иван Твердышев приобрёл и переселил на Южный Урал до 25 тыс. крестьян. Он создавал при заводах училища, где детей работников обучали грамоте и счёту, за свой счёт содержал выписанного казённого мастера для повышения квалификации кадров.
Твердышевы совместно с Мясниковым основали заводы: Преображенский (1750), Богоявленский (1752), Архангельский (1753), Верхоторский (1759) медеплавильные; Катав-Ивановский (1759), Симский (1761), Юрюзань-Ивановский (1762), Белорецкий (1767), Усть-Катавский (1764) железоделательные.
С 1768 года Иван Твердышев стал совладельцем купленного у Фёдора Ивановича Журавлёва Покровского завода.
Производственный процесс выглядел следующим образом: на двух заводах (Катав-Ивановском и Юрюзань-Ивановском) в четырёх домнах выплавлялся чугун, который затем переделывался в железо. Оно поставлялось для внутренних нужд России, а также шло на экспорт. Кровельное железо с заводов Твердышевых пошло, в том числе, на покрытие строений Новодевичьего монастыря в Москве, куда партия железных листов была отправлена караваном. Медь с заводов Твердышевых шла в Екатеринбург, на монетный двор для чеканки монет.
В 1770 году Пётр Паллас посетил заводы братьев и высоко оценил уровень организации производства. Во время Пугачёвского восстания так или иначе пострадали все заводы Твердышевых. Все, кроме двух, были сожжены.
В апреле 1773 года Иван, прожив долгую жизнь, скончался. Похоронен на некрополе Спасского монастыря в Симбирске . Брат Яков пережил его на десять лет. Он и продолжил общее дело. Разорённые заводы после подавления бунта (в котором, кстати, активно участвовали и занятые в промышленности приписные крестьяне, и башкиры, на подарки которым Твердышевы не скупились ранее) были восстановлены и снова начали давать продукцию. Однако звезда компании уже закатилась. Вскоре они были разделены между наследниками.

## Труды
- «Изъяснения» — трактат социально-экономического содержания, посвященный развитию металлургии в России и поданный в Берг-коллегию в 1763 году.

## Память
В 2012 году состоялось торжественное открытие  памятника основателю Белорецкого завода, промышленнику, выходцу из симбирского купечества Ивану Твердышеву. Памятник, изготовленный на средства компании «Мечел» в честь 250-летнего юбилея комбината и города Белорецка, установлен на площади перед заводоуправлением ОАО «Белорецкий металлургический комбинат». Скульптура высотой в 2,5 метра была отлита на Каслинском заводе архитектурно-художественного литья.  Автор скульптуры — скульптор Каслинского завода Наталия Куликова.